# Nicolas Young
Nicolas Young ursprungligen Nils Johansson Ljungström, född 21 augusti 1832 i Myrarp, Matteröds socken, Kristianstads län, död 31 maj 1901 i Lima, Peru, var en svensk träskulptör.
Han var son till vagnsmakaren John Bengtsson och Svenborg Svensdotter. Young utbildade sig till bildhuggargesäll i Kristianstad och flyttade till Göteborg 1854, ett år senare utvandrade han till Amerika där han omgående fick arbete på en bildhuggarverkstad i Boston. I samband med emigrationen bytte han namn till Nicolas Young. Från och med hösten 1856 företog han långa resor till bland annat Philadelphia, St Louis och New Orleans och i mars 1857 begav han sig från New York via Godahoppsudden till Australien för att där pröva sin lycka som guldgrävare. Efter äventyrliga strövtåg och misslyckanden återvände han till Melbourne där han fick anställning vid en bildhuggarverkstad. Sommaren 1858 kom han till Peru där han började arbeta som självständig bildhuggare. Under de årtionden han var verksam i Peru utförde han talrika skulpturer av helgon och Jungfru Maria för de katolska kyrkorna och klostren. Han anlitades även av den peruanska örlogsflottan för att utföra galjonsbilder till fartyg. Han medverkade i den peruanska industriutställningen 1869 med fyra skulpturer och för dessa tilldelades han en guldmedalj. Under egendomliga men inte helt fullt klarlagda omständigheter inspärrades Young på ett mentalsjukhus i december 1894 på föranstaltande av dåvarande svenske generalkonsuln i Lima. Efter fyra års internering blev han utsläppt. 